# Bosch- en Gasthuispolder
Het waterschap De Bosch- en Gasthuispolder was een waterschap in de Nederlandse provincie Zuid-Holland, in de gemeenten Leiden en Voorschoten. Het waterschap was ontstaan bij de samenvoeging van de Boschhuizerpolder (gesticht 4 juni 1650) en de Gasthuizerpolder (gesticht 5 februari 1631). In 1671 werden de beide polders weer gesplitst, in 1802 opnieuw samengevoegd onder één bestuur.
Het waterschap was verantwoordelijk voor de vervening, drooglegging en de waterhuishouding in de gelijknamige polders.
De polder werd bemalen door de Boschhuizermolen.

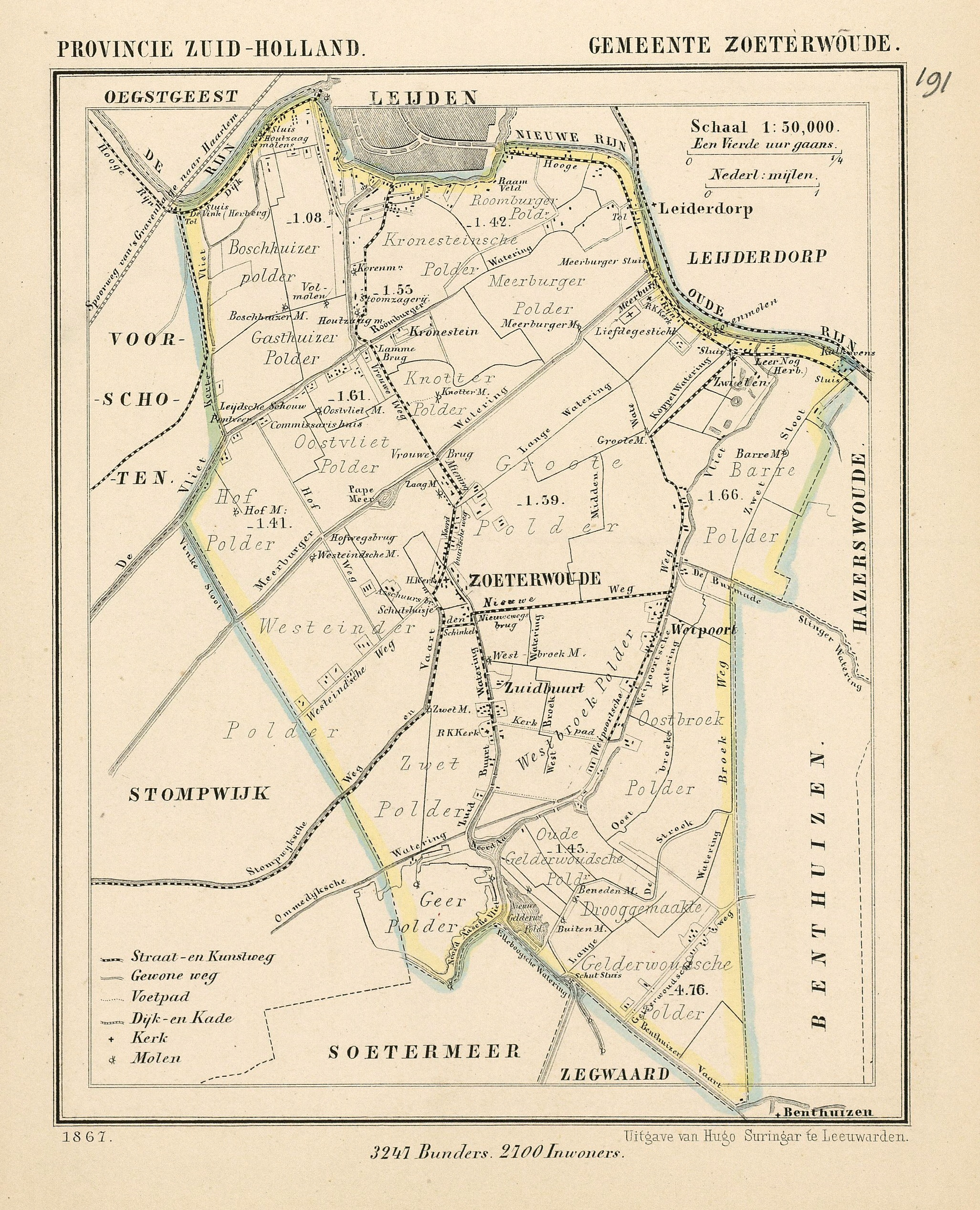
De Boschhuizer Polder en Gasthuizer Polder worden apart vermeld en liggen nog in de gemeente Zoeterwoude op deze kaart uit 1867.
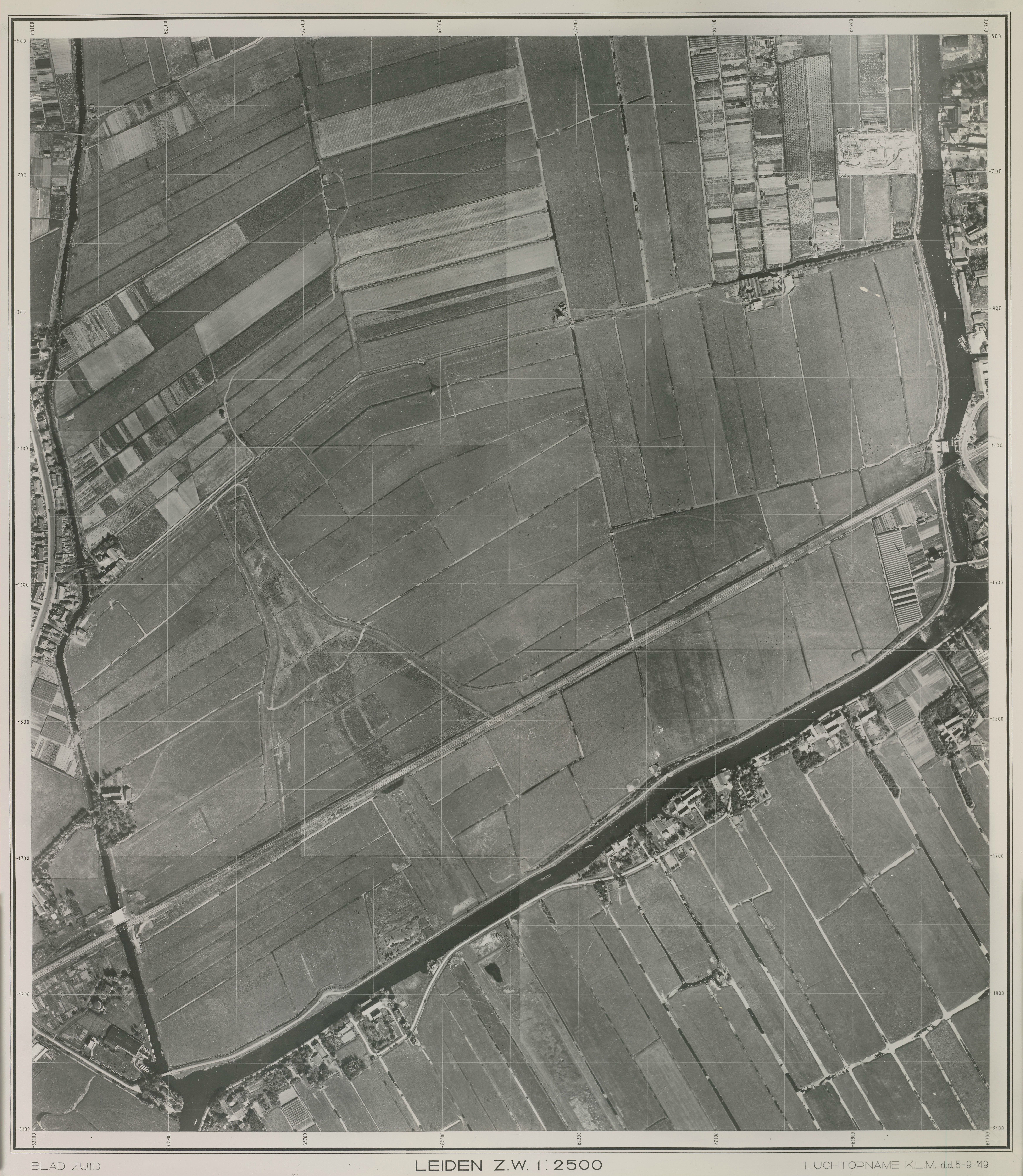
Luchtfoto van een deel van de polder uit 1949
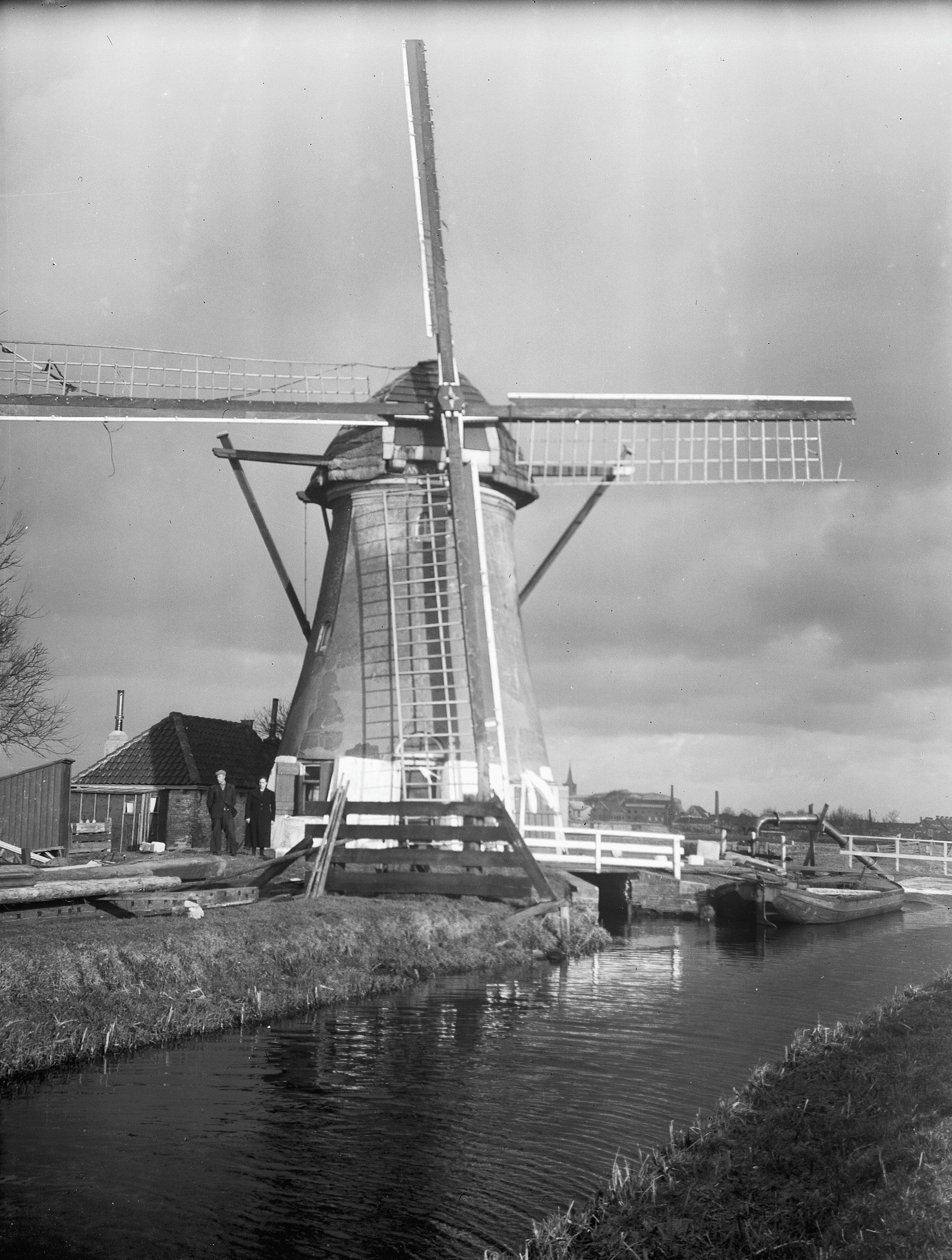
Boschhuizermolen met poserend molenaarsechtpaar in de Bosch- en Gasthuispolder (Inmiddels verdwenen)
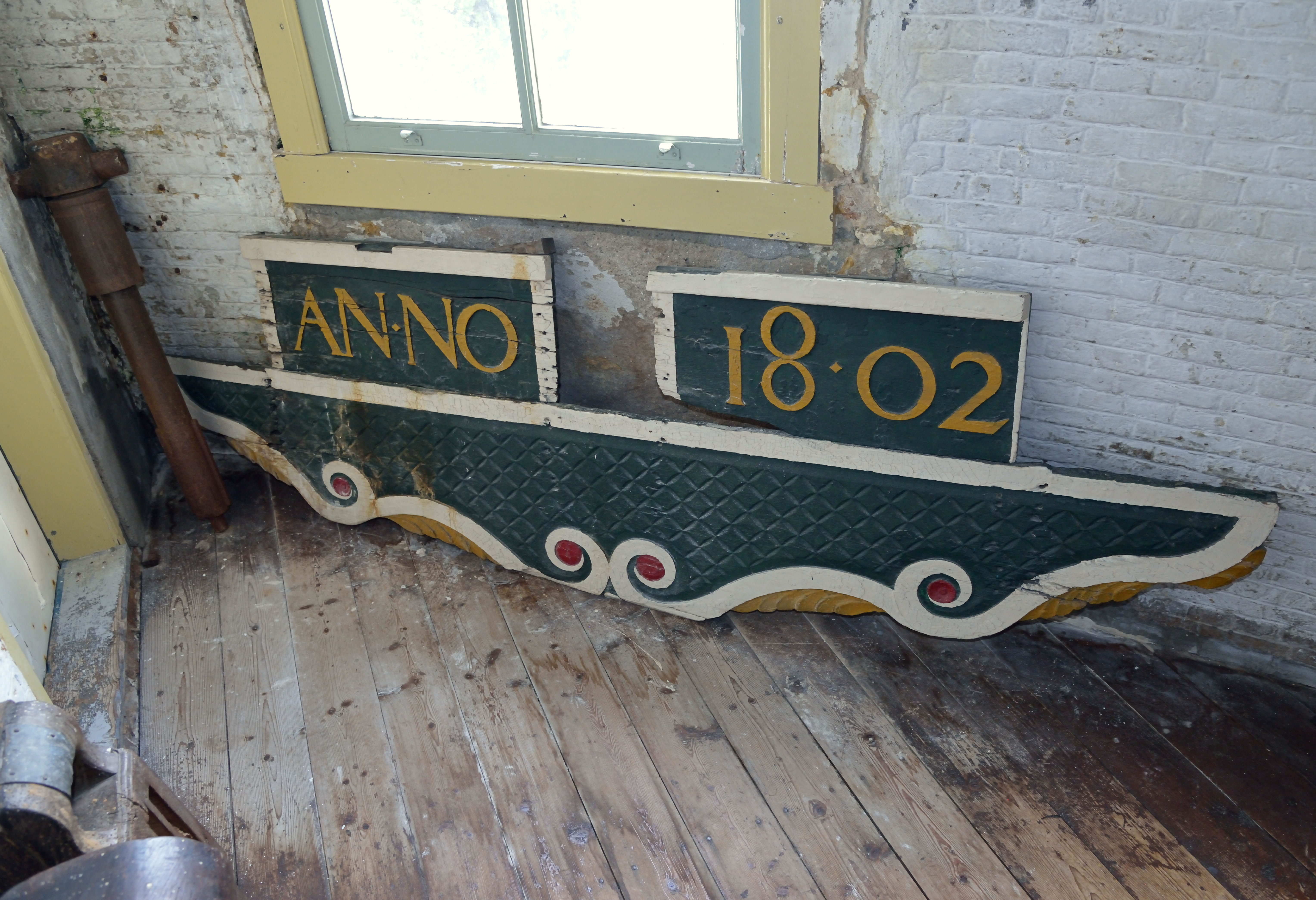
Baard van de Boschhuizermolen
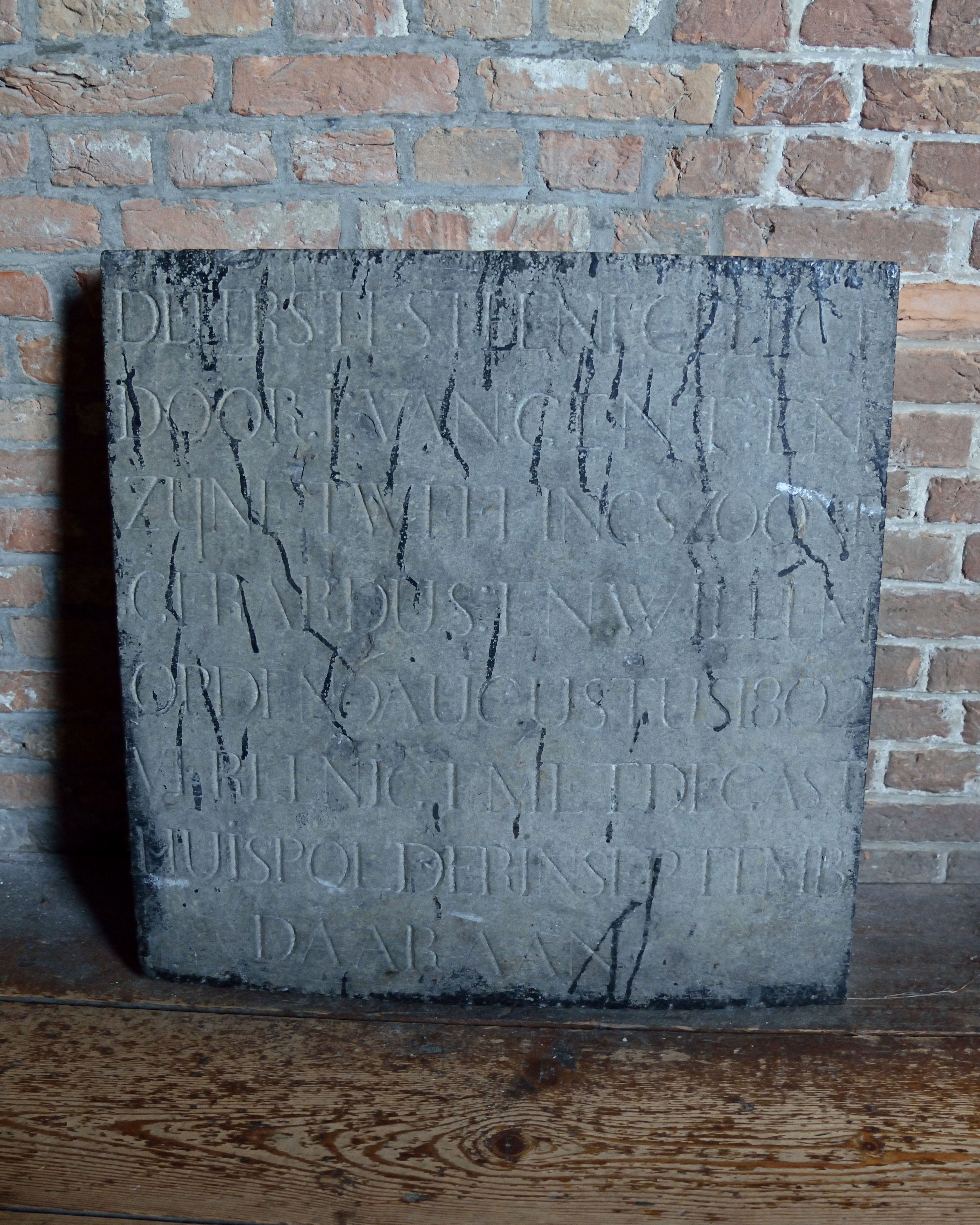
Stichtingssteen van de Boschhuizermolen